# São Vicente (Itapetim)
São Vicente é um distrito do município brasileiro de Itapetim, no estado de Pernambuco. Em 2010, a sua população era de 2.601 habitantes, sendo 1.657 na área rural e 944 na área urbana, sendo o segundo mais populoso do município, atrás somente do distrito-sede. Possui uma renda média de aproximadamente R$ 250,00 - com base nas estatísticas dos sítios locais. O lugar possui uma rica história e cultura, além de uma forte vocação para a agricultura e o artesanato.